# Stade Port Sudan
Stade Port Sudan to wielofunkcyjny stadion znajdujący się w mieście Port Sudan, w Sudanie. Na tym stadionie swoje mecze rozgrywają dwie drużyny piłkarskie: Hay al-Arab Port Sudan i Al Hilal. Stadion może pomieścić 7000 osób.